# Guillaume Apollinaire
Guillaume Apollinaire [apolinêr], francoski pesnik in umetnostni kritik, * 26. avgust 1880, Rim, † 9. november 1918, Pariz.

## Življenje in delo
Apollinaire s pravim imenom Wilhelm Apollinaris de Konstrowitsky se je rodil kot nezakonski sin Poljakinje in italijanskega plemiča. Mladost je preživel v Italiji, študiral v Franciji in po letu 1899 živel v Parizu. Bil je član umetniškega kroga, v katerem se je začela smer kubizma. V prvi svetovni vojni se je bojeval kot prostovoljec in bil težko ranjen. Umrl je leta 1918 v Parizu za posledicami španske gripe. Pokopan je na pariškem pokopališču Père-Lachaise. Poleg dramskih tekstov in esejev je pisal predvsem lirske pesmi. S programom Novi duh in pesniki (L'esprit novueavu et les poètes, 1918) ter pesniškima zbirkama Alkoholi (Alcools, 1913) in Kaligrami (Calligrammes, 1918) je postal ustvarjalec novega lirskega sloga. 
Apollinairova lirika je s svojimi razpoloženji, osebno izpovednostjo in muzikalnostjo marsikje navezana še na novoromantično izročilo, obenem pa zlasti v obliki predhodnik modernih struj. Z opuščanjem ločil, svobodno igro asociacij in podzavesti, z nelogičnim prikazovanjem časa in prostora je vnesel kubizem v književnost ter nakazal pot dadaizmu in celo nadrealizmu, ki ga je tudi poimenoval.